# Журекадир
Журекади́р (каз. Жүрекадыр) — село у складі Абайського району Абайської області Казахстану. Адміністративний центр та єдиний населений пункт Кундиздинського сільського округу.
Населення — 1382 особи (2021; 1539 у 2009, 1856 у 1999, 1802 у 1989).
Національний склад станом на 1989 рік:
- казахи — 100 %